# Zombie (bài hát)
"Zombie" là một bài hát của ban nhạc rock Ireland The Cranberries nằm trong album phòng thu thứ hai của họ, No Need to Argue (1994). Nó được phát hành vào ngày 19 tháng 9 năm 1994 bởi Island Records như là đĩa đơn đầu tiên trích từ album. Bài hát được viết lời bởi giọng ca chính của nhóm Dolores O'Riordan, trong khi phần sản xuất được đảm nhiệm bởi Stephen Street. Đây là một bản alternative rock và post-grunge với nội dung liên quan đến cuộc chiến giành độc lập kéo dài nhiều năm ở Ireland, trong đó thể hiện sự tưởng nhớ đến hai cậu bé Jonathan Ball và Tim Parry, những nạn nhân đã thiệt mạng trong vụ đánh bom Warrington vào đầu năm 1993. Đĩa đơn đánh dấu sự thay đổi của The Cranberries trong âm nhạc lẫn nội dung lời bài hát mang thông điệp chính trị mạnh mẽ hơn album phòng thu trước của nhóm, Everybody Else Is Doing It, So Why Can't We? (1993).
Sau khi phát hành, "Zombie" nhận được những phản ứng tích cực từ các nhà phê bình âm nhạc, trong đó họ đánh giá nó như là một bản nhạc nổi bật từ album. Bài hát còn giúp nhóm chiến thắng một giải Âm nhạc châu Âu của MTV cho Bài hát hay nhất tại lễ trao giải thường niên lần thứ hai. "Zombie" cũng gặt hái những thành công vượt trội về mặt thương mại, đứng đầu các bảng xếp hạng ở nhiều quốc gia trên toàn cầu như Úc, Bỉ, Đan Mạch, Pháp và Đức, và lọt vào top 10 ở hầu hết những quốc gia nó xuất hiện, bao gồm vươn đến top 5 ở Áo, Ireland, Hà Lan, New Zealand, Na Uy, Thụy Điển và Thụy Sĩ. Tại Hoa Kỳ, bài hát không được phát hành làm đĩa đơn thương mại nên không thể lọt vào bảng xếp hạng Billboard Hot 100 theo quy định lúc bấy giờ, nhưng đạt vị trí thứ 22 trên bảng xếp hạng sóng phát thanh tại đây.
Video ca nhạc cho "Zombie" được đạo diễn bởi Samuel Bayer, trong đó O'Riordan hóa thân thành một bức tượng vàng và xuất hiện trước một cây thánh giá, bên cạnh hàng loạt những cậu bé đều là những bức tượng vàng. Nó đã ngay lập tức nhận được nhiều lượt yêu cầu phát sóng trên những kênh truyền hình âm nhạc như VH1 và MTV, và nhận được hai đề cử tại giải Video âm nhạc của MTV năm 1995 cho Video Alternative xuất sắc nhất và Sự lựa chọn của người xem quốc tế (châu Âu). Để quảng bá bài hát, The Cranberries đã trình diễn nó trên nhiều chương trình truyền hình và lễ trao giải lớn, bao gồm Saturday Night Live, Late Show with David Letterman và giải Âm nhạc châu Âu của MTV năm 1995. Được ghi nhận là bài hát trứ danh trong sự nghiệp của nhóm, "Zombie" đã được hát lại bởi nhiều nghệ sĩ, và xuất hiện trong những album tổng hợp của The Cranberries, như Stars: The Best of 1992–2002 (2002) và Gold (2008).

## Danh sách bài hát
Đĩa CD #1 tại châu Âu và Anh quốc
1. "Zombie" (bản album) – 5:06
2. "Away" – 2:39
3. "I Don't Need" (trực tiếp) – 3:31

Đĩa CD #2 tại châu Âu và Anh quốc
1. "Zombie" (bản album) – 5:06
2. "Waltzing Back" (trực tiếp) – 3:45
3. "Linger" (trực tiếp) – 5:25

## Xếp hạng
| Bảng xếp hạng (1994-95)              | Vị trí cao nhất |
| ------------------------------------ | --------------- |
| Úc (ARIA)                            | 1               |
| Áo (Ö3 Austria Top 40)               | 2               |
| Bỉ (Ultratop 50 Flanders)            | 1               |
| Bỉ (Ultratop 50 Wallonia)            | 1               |
| Canada (RPM)                         | 19              |
| Đan Mạch (Tracklisten)               | 1               |
| Châu Âu (European Hot 100 Singles)   | 2               |
| Pháp (SNEP)                          | 1               |
| Đức (Official German Charts)         | 1               |
| Ireland (IRMA)                       | 3               |
| Hà Lan (Dutch Top 40)                | 2               |
| Hà Lan (Single Top 100)              | 2               |
| New Zealand (Recorded Music NZ)      | 5               |
| Na Uy (VG-lista)                     | 2               |
| Scotland (OCC)                       | 9               |
| Thụy Điển (Sverigetopplistan)        | 2               |
| Thụy Sĩ (Schweizer Hitparade)        | 2               |
| Anh Quốc (OCC)                       | 14              |
| Hoa Kỳ Radio Songs (Billboard)       | 22              |
| Hoa Kỳ Alternative Songs (Billboard) | 1               |
| Hoa Kỳ Mainstream Rock (Billboard)   | 32              |
| Hoa Kỳ Pop Airplay (Billboard)       | 18              |

| Bảng xếp hạng (1994)                 | Vị trí |
| ------------------------------------ | ------ |
| Australia (ARIA)                     | 38     |
| Belgium (Ultratop 50 Flanders)       | 82     |
| Netherlands (Dutch Top 40)           | 90     |
| Netherlands (Single Top 100)         | 37     |
| Norway Autumn Period (VG-lista)      | 12     |
| Sweden (Sverigetopplistan)           | 40     |
| UK Singles (Official Charts Company) | 146    |
| Bảng xếp hạng (1995)                 | Vị trí |
| Australia (ARIA)                     | 7      |
| Austria (Ö3 Austria Top 40)          | 7      |
| Belgium (Ultratop 50 Flanders)       | 36     |
| Belgium (Ultratop 40 Wallonia)       | 2      |
| Denmark (Tracklisten)                | 6      |
| Europe (European Hot 100 Singles)    | 7      |
| France (SNEP)                        | 2      |
| Germany (Official German Charts)     | 4      |
| Netherlands (Dutch Top 40)           | 41     |
| Netherlands (Single Top 100)         | 52     |
| New Zealand (Recorded Music NZ)      | 17     |
| Norway Winter Period (VG-lista)      | 3      |
| Sweden (Sverigetopplistan)           | 26     |
| Switzerland (Schweizer Hitparade)    | 7      |

| Bảng xếp hạng (1990–99)    | Vị trí |
| -------------------------- | ------ |
| France (SNEP)              | 56     |
| Netherlands (Dutch Top 40) | 93     |

## Chứng nhận
| Quốc gia                                                                           | Chứng nhận | Số đơn vị/doanh số chứng nhận |
| ---------------------------------------------------------------------------------- | ---------- | ----------------------------- |
| Úc (ARIA)                                                                          | Bạch kim   | 70.000^                       |
| Áo (IFPI Áo)                                                                       | Vàng       | 25.000*                       |
| Đức (BVMI)                                                                         | Bạch kim   | 500.000^                      |
| Ý (FIMI)                                                                           | Vàng       | 25.000*                       |
| New Zealand (RMNZ)                                                                 | Vàng       | 5.000*                        |
| Anh Quốc (BPI)                                                                     | Vàng       | 400.000‡                      |
| * Chứng nhận dựa theo doanh số tiêu thụ. ^ Chứng nhận dựa theo doanh số nhập hàng. |            |                               |